# 王兆林
王兆林（1941年6月—），男，汉族，广东雷州人，中华人民共和国政治人物，曾任广东省政协副主席，第九届全国人大代表。